# Horcajo de Santiago
Horcajo de Santiago település Spanyolországban, Cuenca tartományban. Horcajo de Santiago Torrubia del Campo, Pozorrubio, Spain, Villamayor de Santiago, Cabezamesada, Santa Cruz de la Zarza, Fuente de Pedro Naharro és El Acebrón községekkel határos. Lakosainak száma 3754 fő (2024).

## Népesség
A település népessége az utóbbi években az alábbiak szerint változott:
| Lakosok száma | 3526 | 3679 | 3848 | 4268 | 4167 | 3673 | 3597 | 3493 | 3545 | 3754 |
|               | 2001 | 2004 | 2006 | 2009 | 2011 | 2014 | 2016 | 2019 | 2021 | 2024 |